# 4203 Brucato
4203 Brucato (1985 FD3) là một tiểu hành tinh vành đai chính được phát hiện ngày 26 tháng 3 năm 1985 bởi Carolyn S. Shoemaker ở Palomar.